# Mićo Dušanović
Mićo Dušanović (Zagreb, 1951.) hrvatski je umirovljeni sportski komentator i novinar koji je na Hrvatskoj televiziji proveo 42 godine. Umirovljen 2016. godine, Dušanović je tijekom svoje plodne karijere odradio impresivnih 16 Olimpijskih igara i preko 5000 sportskih prijenosa.
Dolazi iz sportske obitelji - otac Milan bio je desetogodišnji vratar hokejske reprezentacije, a majka Klara bila je prvakinja u umjetničkom klizanju te urednica na Radio Zagrebu. I sam se u mladosti bavio hokejom i tenisom, ali je zbog ozljeda morao odustati od profesionalne karijere. Oženio se vrlo mlad, u 21. godini, a sa suprugom Dubravkom ima sina Igora i kćer Tanju. 
Novinarsku karijeru započeo je 1974. godine kao honorarni djelatnik na tadašnjoj Televiziji Zagreb (kasnije HRT), a već sljedeće godine primljen je u stalni radni odnos. Kao mladi novinar radio je pod mentorstvom Milke Babović, koja je bila njegova prva šefica. Tijekom godina, Dušanović je vodio brojne popularne emisije poput „Teleskopa” (koji je preuzeo od Milke Babović i vodio 12 godina), „Nedjeljnog popodneva”, „Sportske subote” i „Dobar dan, sport”.
Za vrijeme Domovinskog rata uređivao je „Program za slobodu” od 1991. do veljače 1992. godine. Značajni su mu bili i prijenosi s Olimpijskih igara, posebno osvajanje zlatne medalje hrvatskih vaterpolista u Londonu 2012. godine, sva četiri finala Gorana Ivaniševića u Wimbledonu, a posebno njegova pobjedu 2001. godine, kao i osvajanje Davis Cupa za Hrvatsku 2005. godine. Specijalizirao se za pet sportova: tenis, hokej na ledu, plivanje, vaterpolo i odbojku.
Nakon mirovine, prihvatio je kratkotrajni angažman kao komentator teniskih Grand Slam turnira za hrvatski program Eurosporta. 